# Ludger Vollmer
Ludger Vollmer (* 29. Juni 1961 in Berlin) ist ein deutscher Musiker, Komponist und Diplompädagoge.

## Leben und Wirken
Seit 1993 ist er als freischaffender Komponist und Musiker tätig. Werke von ihm wurden auch im Ausland, z. B. den USA, Mexiko, Australien und Fernost aufgeführt.
Ludger Vollmer studierte von 1984 bis 1990 an der Hochschule für Musik Weimar Violine, Viola und Komposition. Nach einem Abschluss als Orchestermusiker im Fach Viola arbeitete er in verschiedenen Orchestern in Leipzig und Magdeburg. Er pflegte ebenso seine kammermusikalische Tätigkeit.
Von 1994 bis 1995 besuchte er Seminare bei Alfred Schnittke an der Hochschule für Musik in Hamburg. Von 1995 bis 1999 folgte ein Studium der Komposition, Improvisation und Pädagogik an der Hochschule für Musik Leipzig bei Dimitri Terzakis. Er schloss mit einem Diplom und dem Konzertexamen im Fach Komposition ab. 2020 wurde er zum Präsidenten des Landesmusikrats Hamburg gewählt.
Er ist Kulturbotschafter für das Projekt „CASA HOGAR“, das sich für Frauenbildung in der kolumbianischen Krisenregion Chocó einsetzt.
Vollmer ist verheiratet und hat fünf Kinder.

## Preise
Vollmer bekam 2009 den Europäischen Toleranzpreis für seine Oper Gegen die Wand. Die Stuttgarter Inszenierung dieser Oper (Regisseur: Neco Çelik) gewann den Deutschen Theaterpreis Der Faust 2011. Im Jahr 2014 wurde er mit dem Weimar-Preis ausgezeichnet, es folgte 2016/2017 der Thüringer Kompositionspreis.

## Werke (Auswahl)
- 1995: Veni Creator Spiritus, Motette (UA durch den Dresdner Kreuzchor)
- 2004: Paul und Paula oder Die Legende vom Glück ohne Ende, Oper nach Ulrich Plenzdorf (UA am Theater Nordhausen/Loh-Orchester Sondershausen)
- 2005: My Love Is As A Fever, Streichquartett (UA im Rahmen des Heidelberger Frühling)
- 2008: Gegen die Wand, Oper nach dem Film Gegen die Wand von Fatih Akın (UA am Theater Bremen), 2010 am Staatstheater Stuttgart, 2010 beim 1. Opernfestival Istanbul, 2011 am Theater Hagen in deutscher und türkischer Sprache mit Übertiteln
- 2009: Schillers Räuber_Rap’n Breakdance Opera (UA am Theaterhaus Jena)
- 2012: Border, Jugendoper nach Euripides (UA an der Oper Köln)
- 2013: Lola rennt, Oper nach dem Film Lola rennt von Tom Tykwer (UA am Theater Regensburg)
- 2017: Crusades, Oper über die Spätfolgen der Kreuzzüge (UA am Theater Freiburg)
- 2017: Tschick, Oper nach Wolfgang Herrndorf, (UA am Theater Hagen)
- 2019: The Circle, Oper nach dem Roman Der Circle von Dave Eggers (UA am Deutschen Nationaltheater Weimar)[5]
- 2024: Buddenbrooks, Oper nach dem Roman Buddenbrooks von Thomas Mann (UA am Theater Kiel)[6]